# Lista dos campeões das copas estaduais do Brasil de 2018
A lista a seguir traz dados acerca dos campeonatos das Copas Estaduais de futebol realizadas no Brasil em 2018. Significados das colunas:
- Estado: nome do estado, listados em ordem alfabética.
- Copa do Brasil 2019: times classificados para a Copa do Brasil em sua edição de 2019.
- Série D 2019: times classificados para o Campeonato Brasileiro de Futebol - Série D em sua edição de 2019.
- Final: placares dos jogos finais ou, em caso de não ter havido final, a vantagem do campeão ao final do campeonato.

## Copas Estaduais
| Estado | Campeão/Artilheiro                                                                         | Vice-campeão        | Copa do Brasil 2019 | Série D 2019 | Final                                                           |
| ------ | ------------------------------------------------------------------------------------------ | ------------------- | ------------------- | ------------ | --------------------------------------------------------------- |
| CE     | Ferroviário (1° título) Ciel (Caucaia) 5 gols                                              | Caucaia             | Ferroviário         | —            | Ferroviário 0 x 1 Caucaia 1 x 3 Ferroviário                     |
| ES     | Vitória-ES (3° título) Rael (Serra) / Ranieri (Atlético Itapemirim) 6 gols                 | Atlético Itapemirim | —                   | Vitória-ES   | Vitória-ES 3 x 0 Atlético Itapemirim 0 x 0 Vitória-ES           |
| MA     | Maranhão (2º título) Cléber Pereira (Maranhão) / Luis Felipe (São José-MA) 6 gols          | Pinheiro            | —                   | Maranhão     | Maranhão 1 x 0 Pinheiro 1 x 1 Maranhão                          |
| MT     | Mixto (2º título) Keslley (Cuiabá) / Luís Fernando (Operário VG) 4 gols                    | Dom Bosco           | Mixto               | —            | Mixto 2 x 1 Dom Bosco 1 (2) x 0 (3) Mixto                       |
| RJ     | Americano (1º título) Cláudio Maradona (Americano) 7 gols                                  | Itaboraí            | Americano           | Itaboraí     | Itaboraí 1 x 1 Americano 1 x 0 Itaboraí                         |
| RS     | Avenida (1º título) Márcio Jonatan (Soledade) 10 gols                                      | Gaúcho              | Ypiranga            | Gaúcho       | Gaúcho 0 x 0 Avenida 1 x 0 Gaúcho                               |
| SC     | Brusque (4º título) Conrado (Hercílio Luz) / Juninho Tardelli (Marcílio Dias) 8 gols       | Hercílio Luz        | Brusque             | —            | Brusque 0 x 0 Hercílio Luz 1 (3) x 1 (4) Brusque                |
| SP     | Votuporanguense (1º título) Léo Castro (Red Bull Brasil) / Felipe Fumaça (Olímpia) 11 gols | Ferroviária         | Votuporanguense     | Ferroviária  | Votuporanguense 1 x 1 Ferroviária 1 (3) x 1 (5) Votuporanguense |

## Recopas Estaduais
| Campeonato                          | Final                                        | Final       | Final                                              |
| Campeonato                          | Vencedor                                     | Placar      | Vice                                               |
| ----------------------------------- | -------------------------------------------- | ----------- | -------------------------------------------------- |
| Recopa Gaúcha de 2018               | São José Copa FGF de 2017                    | 2 – 1 1 – 0 | Novo Hamburgo Campeão do Campeonato Gaúcho de 2017 |
| Taça dos Campeões Cearenses de 2018 | Floresta Campeão da Copa Fares Lopes de 2017 | 3 - 1       | Ceará Campeão do Campeonato Cearense de 2017       |